# (73202) 2002 JY14
(73202) 2002 JY14 – planetoida z pasa głównego asteroid okrążająca Słońce w ciągu 3,82 lat w średniej odległości 2,44 j.a. Odkryta 8 maja 2002 roku.